# Premio Bob Morane
El Premio Bob Morane, es un premio literario creado en 1999 por Marc Bailly, y que es entregado por un jurado compuesto por profesionales francófonos de la literatura: escritores, periodistas, críticos y editores de colecciones literarias. Toma su nombre del héroe de ficción Bob Morane, y considera obras literarias adscritas a los géneros ciencia ficción, fantasía, espionaje y thriller.

## Palmarés

### 2012
- Novela francófona: D'Or et d'émeraude, Éric Holstein (Mnémos).[2][3]
- Traducción de novela: Zone de guerre, Dan Abnett (Eclipse, traducción de Julien Drouet).[3]
- Cuento: Mégalomanie, Alain Dartevelle (en Amours sanglantes (L'Âge d'homme)).[3]
- Coup de cœur: Griffe d'encre, pour l'ensemble de son travail.[3]

### 2011
- Novela francófona: Plaguers, Jeanne-A Debats (L’Atalante).
- Traducción de novela: Le Fleuve des dieux, Ian McDonald (Denoël, traducción de Gilles Goullet).
- Cuento: Rempart, Laurent Genefort (en Bifrost Nº 58).
- Coup de cœur: Les Contrées du rêve, H. P. Lovecraft (Mnémos).

### 2010
- Novela francófona: Le Déchronologue, Stéphane Beauverger (La Volte).
- Romans traduit : En panne sèche, Andreas Eschbach (L’Atalante).
- Cuento: La Déesse noire et le diable blond y toda la colección La Créode et autres récits futurs, Joëlle Wintrebert (Le Bélial).
- Coup de cœur:  Rivière blanche, por sus 5 años y por su dinamismo.

### 2009
- Novela francófona: Le Commando des Immortels, Christophe Lambert (Fleuve Noir).
- Traducción de novela: Terreur, Dan Simmons (Robert Laffont).
- Cómic francófono: Une brève histoire de l'avenir, Pécau/Damien (Delcourt).
- Traducción de cómic: Les Bienveillantes Neil Gaiman (Panini Comics).
- Cuentos: L’Homme qui dessinait des chats, Michael Marshall (Bragelonne) .
- Coup de cœur: Lucie Chenu, por su actividad como antologista.

### 2008
- Novela francófona: Leçons du monde fluctuant, Jérôme Noirez (Denoël).
- Traducción de novela: Ta-Shima, Adriana Lorusso (Bragelonne).
- Cómic francófono: Genetiks, Marazano Ponzio (Futurópolis).
- Traducción de cómic: Death Note, Takeshi Obata y Tsugumi Ōba (Kana).
- Cuentos: (Pro)Créations, antología presentada por Lucie Chenu (Glyphe).
- Coup de cœur: Bifrost.

#### Distinciones honoríficas con motivo del 10º aniversario
- Mejor autor de habla francesa de los últimos 10 años: Pierre Bordage.
- Mejor autor traductor de los últimos 10 años: Stephen Baxter.
- Mejores ganadores de los últimos 10 años:
  - Novela francófona: Le Goût de l'immortalité, Catherine Dufour (Mnémos).
  - Traducción de novela: Des milliards de tapis de cheveux, Andreas Eschbach (L'Atalante).
  - Cuentos: La Tour de Babylone, Ted Chiang (Denoël).
  - Cómic: Deliah (Capricorne 3), Andreas (Lombard).

### 2007
- Novela francófona: Aqua TM, Jean-Marc Ligny (L'Atalante).
- Traducción de novela: Les Sentinelles de la nuit, Sergueï Loukianenko (Albin Michel).
- Cómic francófono: La Forêt de l’oubli, Nadja (Gallimard).
- Traducción de cómic: Gloomcookie, Ted Naifeh (Akileos).
- Cuentos: La Tour de Babylone, Ted Chiang (Denoël).
- Coup de cœur: Chasseurs de chimères, l’âge d’or de la science-fiction française, antología presentada por Serge Lehman, (Omnibus/SF).

### 2006
- Novela francófona: Le Goût de l'immortalité, Catherine Dufour (Mnémos).
- Traducción de novela: Les Îles du soleil, Ian R. MacLeod (Gallimard).
- Cómic francófono: Comix Remix, Bourhis (Dupuis).
- Traducción de cómic: Remains, Niles / Dwyer (Bamboo).
- Cuentos: L'Âme des sondeurs, Jacques Barbéri (dans Bifrost Nº 37).
- Coup de cœur: Proyecto de fresco histórico-fantástico de Jean-Marc Ligny y Patrick Cothias, en Fleuve noir.

### 2005
- Novela francófona: La Lune n'est pas pour nous, Johan Heliot (Mnémos).
- Traducción de novela: Le Livre de Cendres, Mary Gentle (Denoël).
- Cuento: Chimères !, Ugo Bellagamba en Bifrost Nº 36.
- Cómic francófono: Zelda (Hauteville house — 1), Carole Beau, Fred Duval, Thierry Gioux y Christophe Quet (Delcourt).
- Traducción de cómic: 1602 (Complots et maléfices y Le Secret des Templiers), Neil Gaiman y Andy Kubert (Marvel/Panini).
- Coup de cœur: las colecciones Terres fantastiques y Terres mystérieuses, creadas y dirigidas por Xavier Legrand-Ferronnière.

### 2004
- Novela francesa: La Saison de la sorcière, Roland C. Wagner (J'ai lu).
- Novela extranjera: Le Mythe d'Er ou le dernier voyage d'Alexandre le Grand, Javier Negrete (l'Atalante).
- Cuento: Obsidio. Johan Heliot, en la colección Obsidio (Denoël).
- Cómic: Drácula, tomo 1, Hippolyte d'après l'œuvre de Bram Stoker (Glénat).
- Coup de cœur: lanzamiento de la colección de cómics Insomnie.

### 2003
- Novela francófona: La Ligue des héros ou Comment lord Kraven ne sauva pas l'empire, Xavier Mauméjean (Mnémos).
- Traducción de novela: American Gods, Neil Gaiman (Au diable vauvert).
- Cuentofrancophone : Aux portes d'Aleph-deux, Colin Marchika In Les Poubelles du Walhalla (Mnémos).
- Bande dessinée : L'Expédition (les Mondes d'Aldébaran, cycle 2 : Bételgeuse — 3), Léo (Dargaud).
- Premio especial: la colección Autres mondes, creada y dirigida por Denis Guiot.

### 2002
- Mejor novela francófona: L'Évangile du serpent, Pierre Bordage (Au diable vauvert)
- Mejor novela extranjera: La locura de Dios (La Folie de Dieu), Juan Miguel Aguilera (Au diable vauvert)
- Mejor cuento: Journal d'un clone, Gudule en les Visages de l'humain (Mango jeunesse)
- Mejor cómic: Tirésias — 1 y 2 (L'Outrage y La Révélation), Serge Le Tendre y Christian Rossi (Casterman)
- Coup de cœur: Ediciones Oxymore por la calidad presente en la totalidad de sus publicationes.

### 2001
- Mejor novela francófona: L'Ogresse, Michel Pagel (Naturellement).
- Mejor novela extranjera: Por no mencionar al perro (Sans parler du chien), Connie Willis (J'ai lu).
- Mejor cuento: La Méridienne des songes, Jean-Jacques Nguyen en Escales 2001 (Fleuve noir).
- Mejor cómic: Le Capitaine écarlate, David B. y Emmanuel Guibert (Dupuis - Aire libre).
- Coup de cœur: Manchu por la calidad de las portadas de sus libros.

### 2000
- Mejor novela francófona: Confessions d'un automate mangeur d'opium, Fabrice Colin y Mathieu Gaborit (Mnémos)
- Mejor novela extranjera, ex æquo:
  - Des milliards de tapis de cheveux, Andreas Eschbach (l'Atalante).
  - Les Biplans de D'Annunzio, Luca Masali (Fleuve noir).
- Mejor cuento: Contre la fatalité, Magali Ségura In Légendaire (Mnémos).
- Mejor cómic: Le Désespoir d'une ombre (Koblenz — 1), Thierry Robin (Delcourt).
- Coup de cœur: Agone. Juego de roles del equipo Multisim de acuerdo a las Chroniques des crépusculaires de Mathieu Gaborit e ilustrado por Julien Delval.

### 1999
- Mejor novela francófona: Aucune étoile aussi lointaine, Serge Lehman (J'ai lu).
- Mejor novela extranjera: Les Vaisseaux du temps, Stephen Baxter (Robert Laffont).
- Mejor cómic: Deliah (Capricorne — 3), Andreas (Lombard).